# バラセ・デ・ソウザ
バラセ・デ・ソウザ（Wallace de Souza、1987年6月26日 - ）は、ブラジルの男子バレーボール選手。ポジションはオポジット。ブラジル代表。
名は日本国内ではワラセやワラッセとした表記も見られる。